# Jean Ier d'Opava
Pour les articles homonymes, voir Jean Ier.
Jean Ier d'Opava-Ratibor (en tchèque : Jan I. Ratibořský ; Hanuš Ratibořský ; né vers 1322 ; mort entre 1380 et 1382) fut duc corégent d'Opava de 1365 à 1377 et 
duc de Ratibor de 1365 à 1380.

## Biographie
Jean Ier de Troppau/Opava, est le fils de Nicolas II d'Opava et de sa première épouse Anne de Ratibor, est issu de la branche Troppau (en tchèque : Opava) des Přemyslides et, par sa mère, un neveu du dernier représentant de la dynastie Piast de Silésie-Ratibor, Lech de Racibórz. Nicolas d'Opava/Troppau, en épousant en 1337 Anne de Ratibor, fonde la lignée přemyslide des ducs de Ratibor. Sa mort, en 1365, provoque un partage de son héritage qui se conclut par une répartition des fiefs : Jean Ier hérite du duché de Ratibor, le duché d'Opava/Troppau revient conjointement à Przemko Ier († 1433) et à Venceslas Ier († 1381) , tandis que Nicolas III († 1394) reçoit Leobschütz.
Mais comme Jean assure la régence sur les fiefs de ses frères cadets, il gouverne de fait l'ensemble de l'héritage paternel jusqu'en 1377. En 1372, il accorde le droit de Magdebourg à la ville de Opava. Par suite de difficultés financières, il doit vendre en 1375 les Principauté de Pless et de Mikołów au duc Ladislas II d'Opole ; cependant son fils Jean II peut reprendre par la suite ces deux fiefs. En 1377, Jean Ier crée le duché de Jägerndorf (en tchèque:  Krnovské knížectví), dont les dépendances étaient jusque-là rattachées au duché de Ratibor.

## Famille
Jean Ier épousa en 1361 Anna, fille du comte Henri V de Fer († 1369). Ils eurent deux enfants :
- le duc Jean II le Ferré († 1424) ;
- Marguerite († 1407), qui épousera le duc Boleslav Ier de Teschen.
- Nicolas IV (tchèque : Mikulas) (1370-1406) duc associé à Bruntál (en allemand : Freudenthal) en 1405.